# Cioccolatino

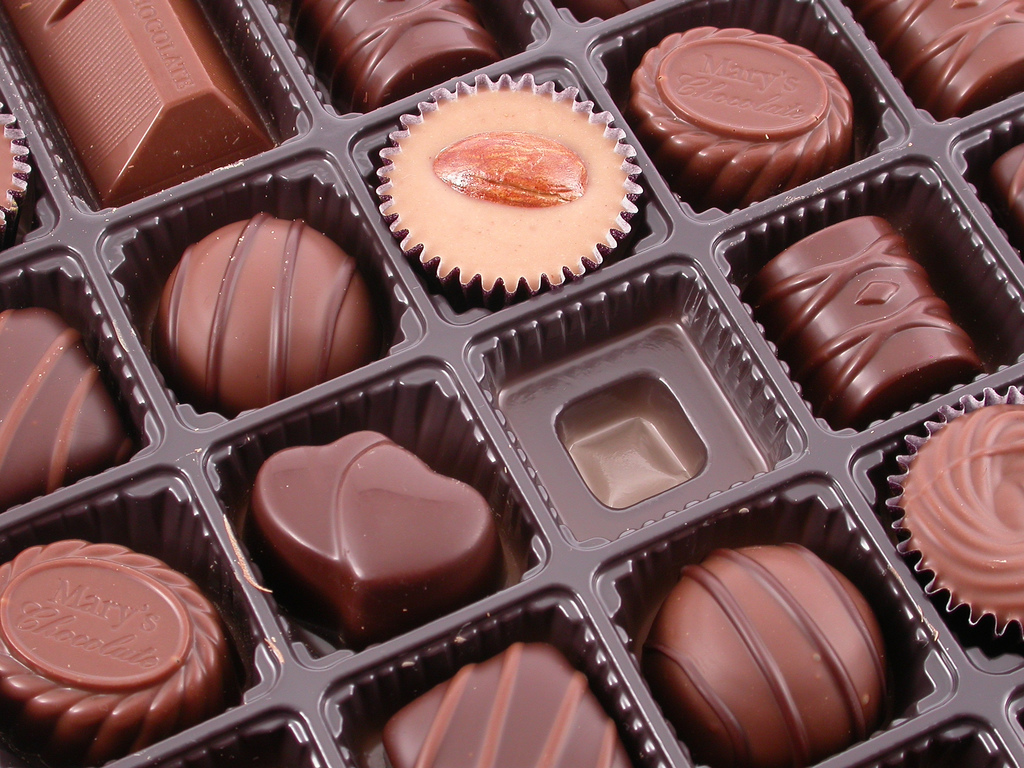
Una scatola di cioccolatini

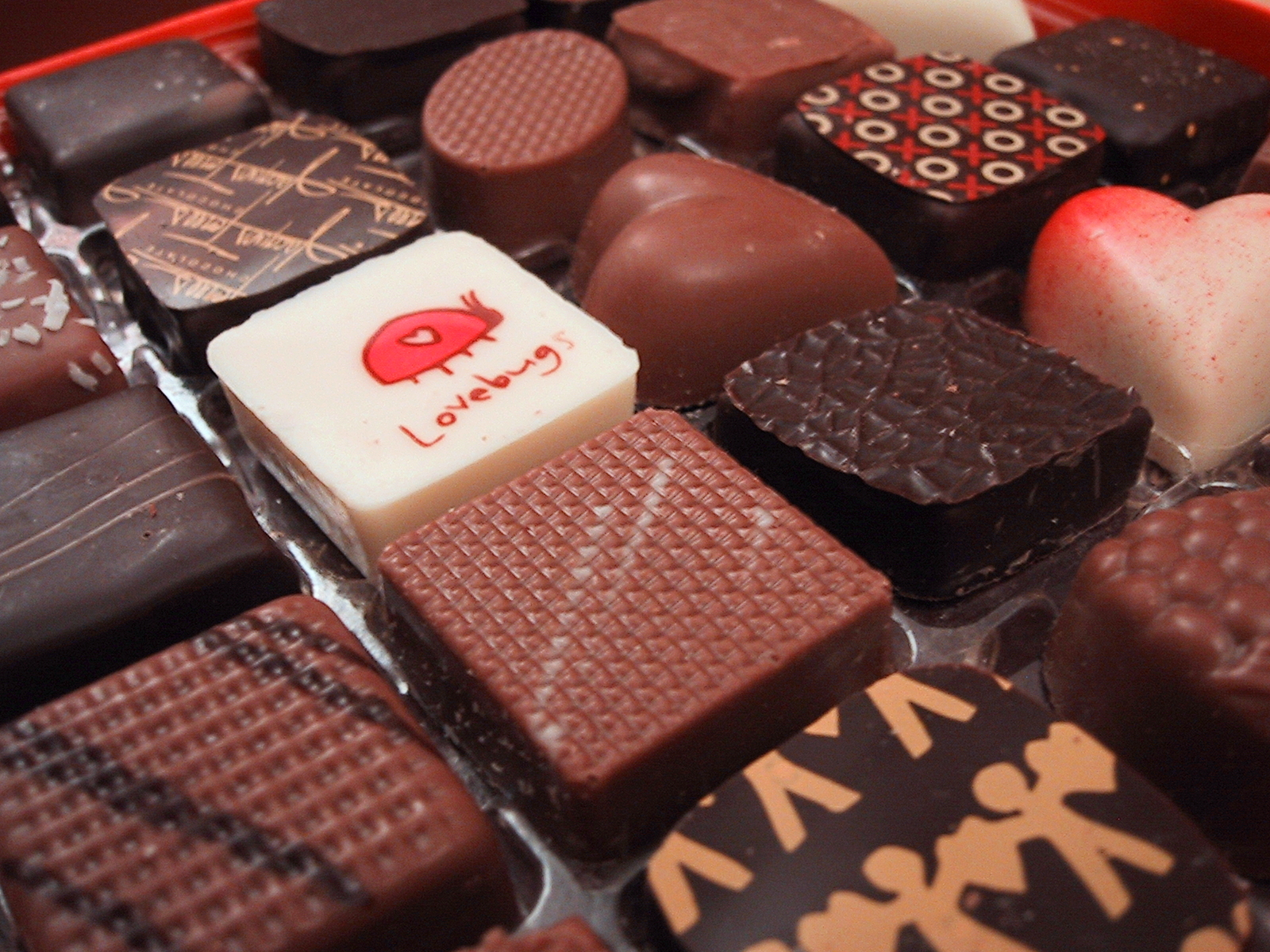
Una scatola di cioccolatini

Un cioccolatino è un piccolo prodotto da cioccolateria costituito per la maggior parte di cioccolato, spesso ripieno di liquore o altri ingredienti.
Per aromatizzarlo e decorarlo vengono utilizzati: nocciole, mandorle, pistacchi, noci e frutta secca in generale.
Sono prodotti mediante temperaggio del cioccolato.
Le tipologie più diffuse sono:
- Cioccolatino fondente
- Cioccolatino al latte
- Cioccolatino al gianduia

Il più antico cioccolatino al mondo è il diablottino, inventato a Torino durante il XVI secolo.